# Locken

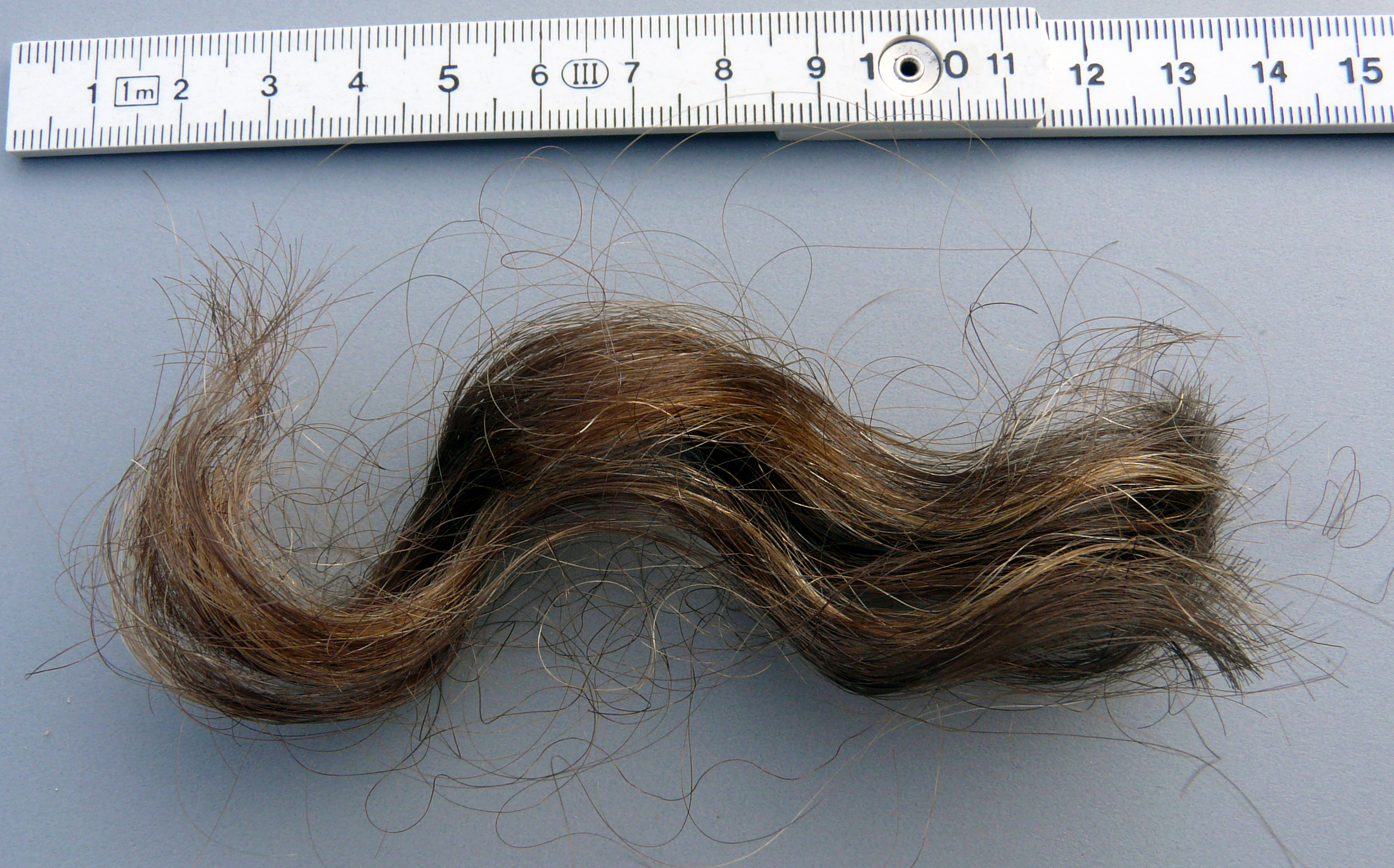
Locke

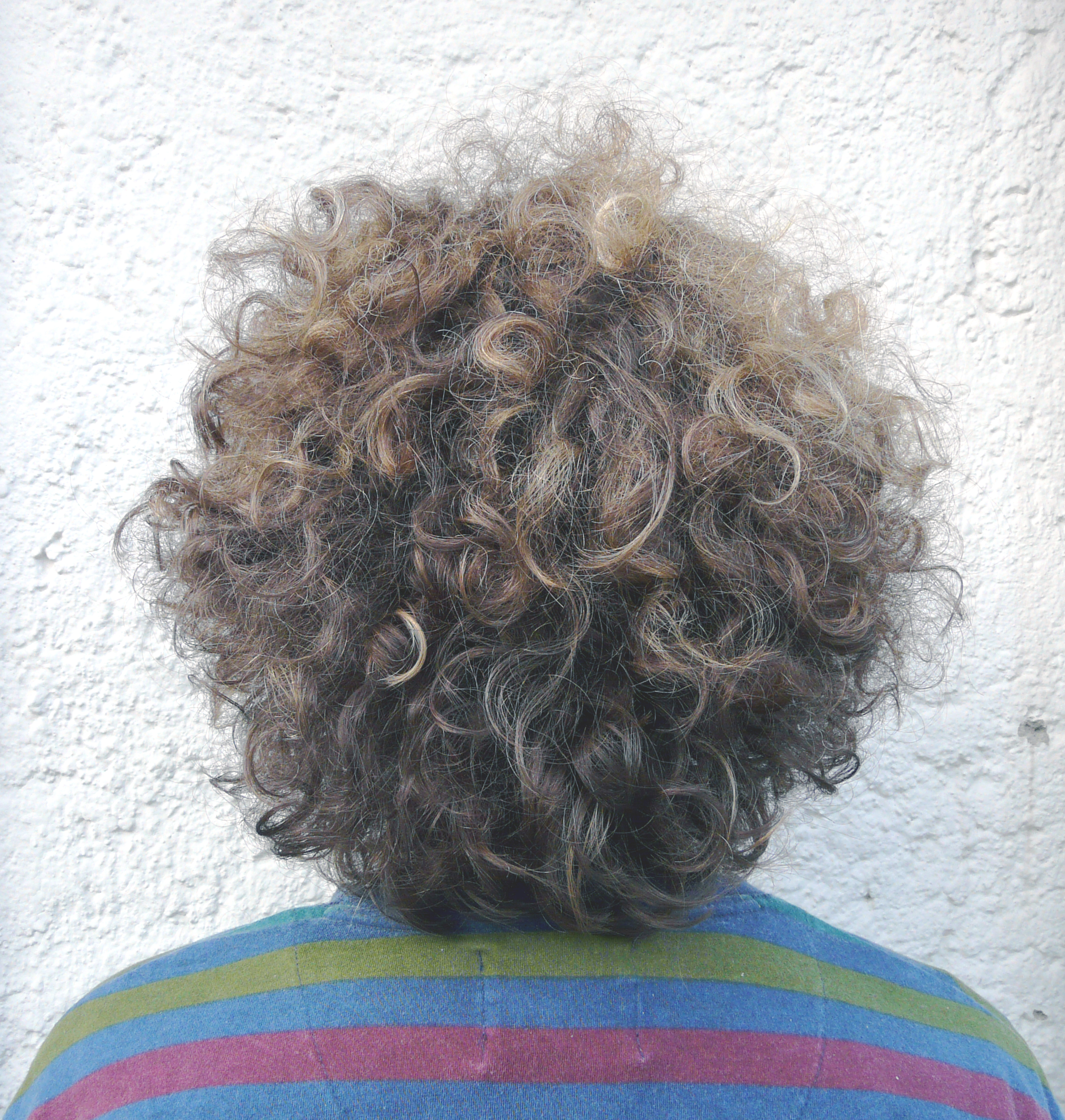
Naturlocken

Als Locken bezeichnet man gekräuseltes Haar beim Menschen. Der Begriff Locke findet seinen Ursprung im Germanischen, von lukka. Damit bezeichnete man eigentlich so genannte Laubbüschel. Außergermanisch lässt sich dies auch vom griech. Zweig, Ast erschließen.

## Biochemie und Genetik

Cystin-Disulfidbrücken innerhalb (intramolekular) eines Proteins.

Haar, egal welcher Ausprägung, besteht aus Filamenten („Strängen“) von Keratin. Keratin-Proteine sind reich an Cystein (bis zu 17 %; bekannt ist der unangenehme Geruch von Sulfhydryl-Gruppen enthaltenden Verbindungen in verbrannten Haaren), Glutaminsäure (bis zu 13 %),  Serin und Prolin (beide um 9 %) und haben eine helikale Tertiärstruktur, die als α-Keratin bezeichnet wird. Zwei dieser Keratin-Monomere lagern sich zu einer linksgängigen Superhelix zusammen und zwei dieser Superhelices bilden eine Protofibrille. Mehrere Protofibrillen vereinigen sich zu einer Mikrofibrille und diese lagern sich zu Bündeln zusammen, die die Makrofibrillen des einzelnen Haares ausbilden. Der hohe Cystein-Anteil ermöglicht eine Stabilisierung sowohl innerhalb einzelner Keratine (intramolekular) als auch zwischen mehreren Keratinen (intermolekular) durch Cystin-Disulfidbrücken (Crosslinking).
In Studien wurde festgestellt, dass beim Menschen lockiges Haar dominant (85–95 %) vererbt wird. Die genetischen Sachverhalte sind noch nicht komplett geklärt, aber Ergebnisse von 2009 legen nahe, dass Mutationen im TCHH-Gen die Haarstruktur beeinflussen. Das TCHH-Gen codiert für das Protein Trichohyalin, das in den inneren Haarwurzelscheide-Zellen der Haarfollikel exprimiert wird. Trichohyalin macht das Haar kräftig, indem es sich mit sich selber, mit Keratin und mit weiteren Proteinen der inneren Haarwurzelscheide verlinken kann. Nach dieser Studie trägt Trichohyalin ohne Mutation(en) (besonders ohne den Leucin-zu-Methionin-Austausch in Position 790) zu glattem (statt zu gewelltem oder lockigen) Haar bei. Ob das Haar glatt, gewellt oder gelockt ausgebildet wird, hängt also maßgeblich von der Form des Follikels, das es ausbildet, ab. Je runder der Follikel, desto glatter ist das ausgebildete Haar. Je ovaler der Follikel, desto lockiger ist es. Zudem trägt der Winkel des Follikeltunnels zur Hautoberfläche zur Haarform bei. Ist der Tunnel senkrecht, kommt das Haar glatter heraus, ist er geneigt oder gar gebogen, kommt das Haar gewellter respektive lockiger heraus.

## Kulturelle Bedeutung
Schon früh versuchten Menschen, ihr Haar künstlich zu locken. Archäologen haben in Ägypten Tonwickler ausgegraben, die zeigen, dass man am Nil schon 3.100 Jahre v. Chr. Haare zu Locken aufdrehte. Auch die antiken Römer verwendeten eine Methode, sie verformten die Haare mit dem Calamistrum, einem Röhrchen, in das ein heißer Stab eingeschoben wurde. In der Neuzeit wurden Locken mit erhitzten Quetsch- und Papilloteisen ins Haar gebracht. Im 18. Jahrhundert wurden Perücken in kochendes alkalisches Boraxwasser (möglicherweise eine Quecksilbersalzlösung) gelegt, dadurch entstanden auf der Perücke Locken. Ende des 19. Jahrhunderts entwickelte der Franzose Marcel Grateau das Ondulier-Eisen für Locken, die aber nur bis zur nächsten Wäsche hielten. In Deutschland wickelte man das Haar auf vom Kopf abstehende Stäbchen aus Metall und tränkte das Haar mit Pottasche und Rosenöl, ebenfalls eine alkalische Lösung. Vier bis fünf Stunden wurde dies dann bei 120 Grad erhitzt und dann zur Fixierung abgekühlt. Karl Ludwig Nessler stellte 1906 die Dauerwelle in London vor. Sie wurde 1910 patentiert. Etwa ab den 1920er Jahren begannen Friseure auch des Öfteren Haarglättungen anzubieten. Besonderer Popularität erfreuten sich dieser Zeit Frisuren wie der Conk, der von vielen afro-amerikanischen Berühmtheiten wie zum Beispiel Chuck Berry oder James Brown getragen wurde. Ab den 80er Jahren kamen andere, schonendere Methoden auf, um Haare zu locken beziehungsweise zu wellen, wie zum Beispiel die Jheri Curl, die Berühmtheit durch Michael Jackson erreichte, jedoch ist das Resultat hierbei nicht annähernd so beständig wie das bei der Dauerwelle.

## Lock- und Glättungsmethoden

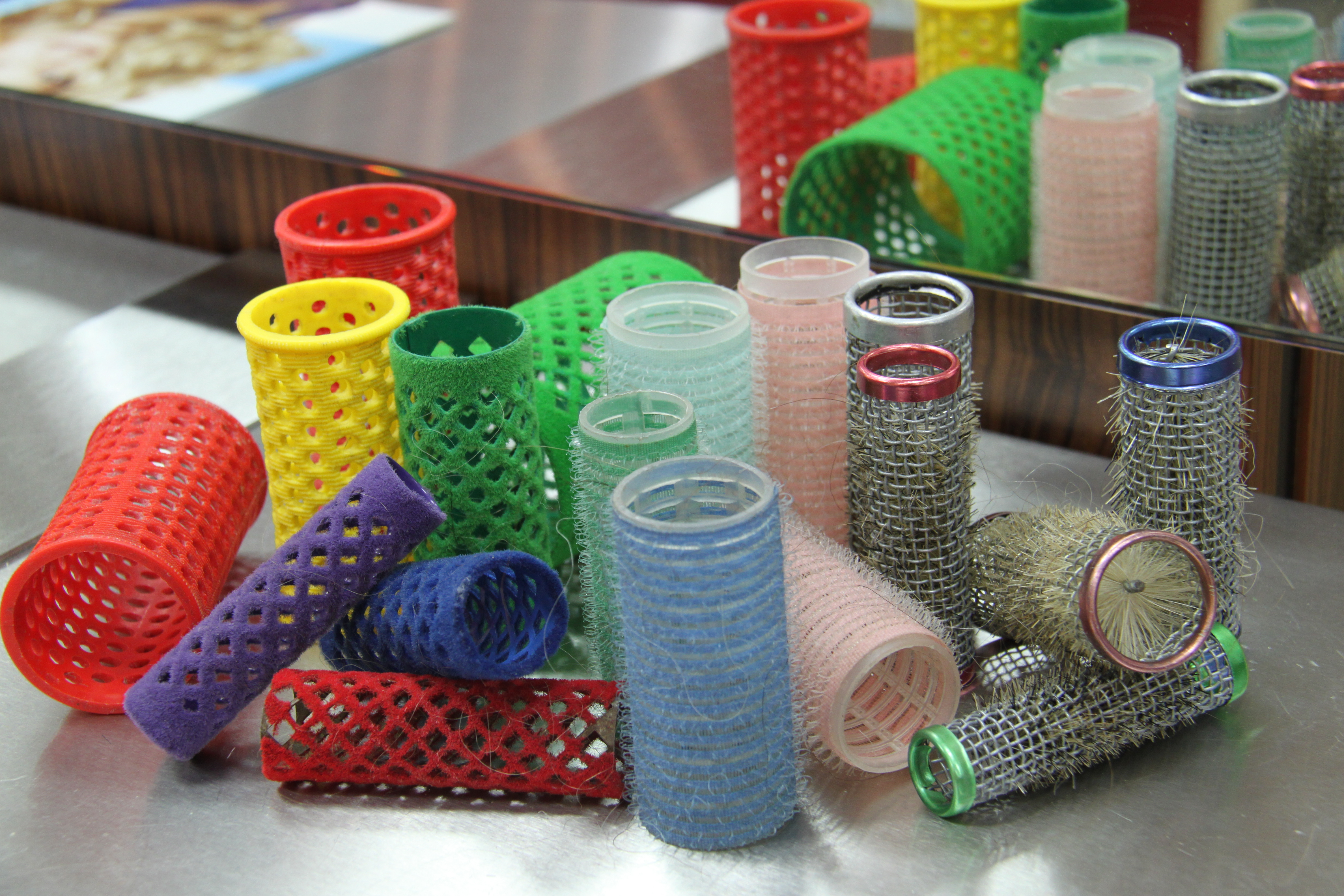
Verschiedene Lockenwickler in einem Friseursalon

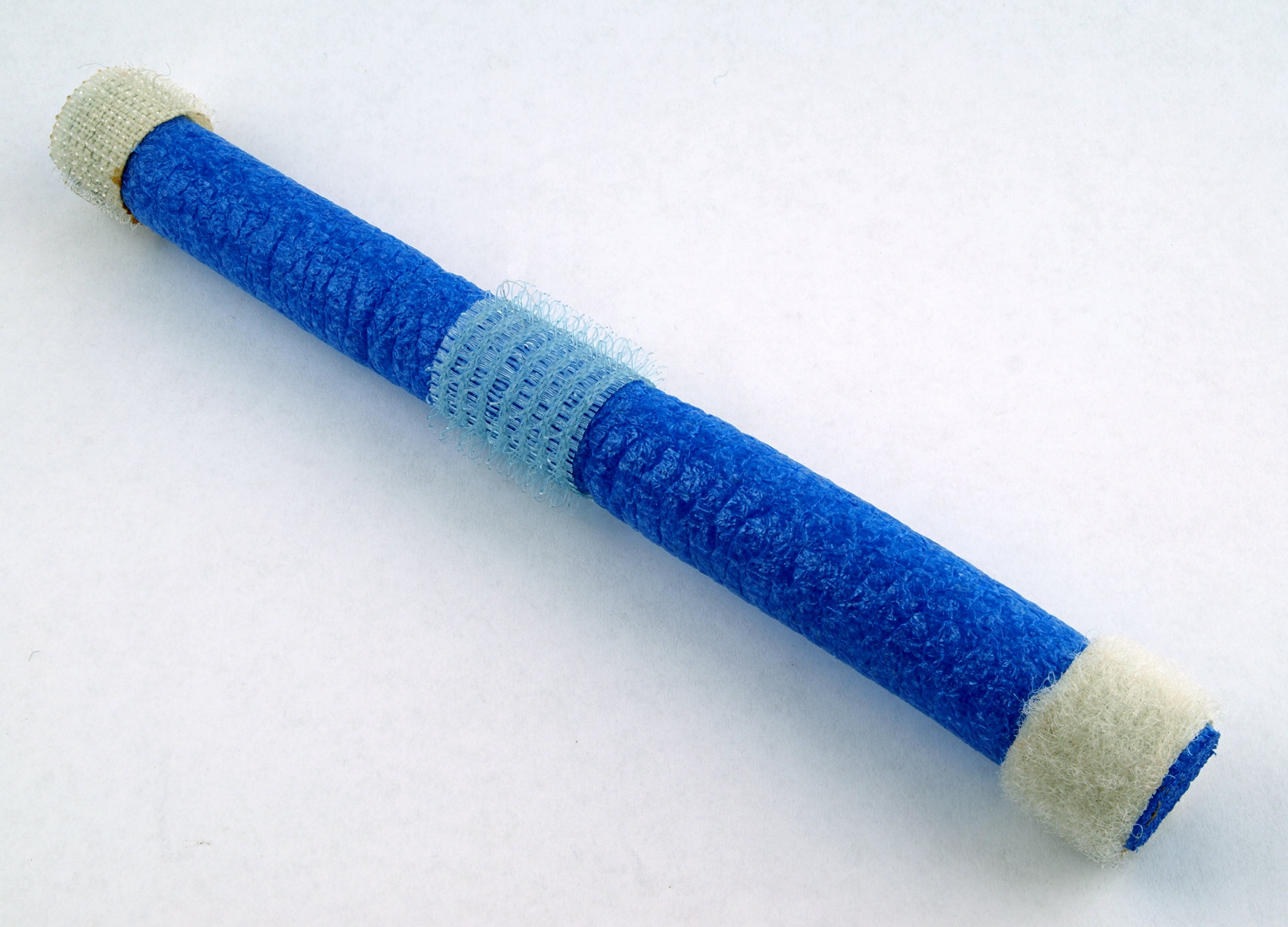
Papillote aus Schaumstoff

Lockenwickler sind im Wesentlichen zylinderförmige Gegenstände, die dazu dienen, glatte oder schwach gelockte Haare aufzuwickeln und in aufgewickeltem Zustand zu fixieren, bis die Haare die gewünschte Form angenommen haben bzw. getrocknet sind. Lockenwickler in Form einer biegsamen Rolle aus Schaumstoff (auf dem Bild rechts zu sehen) werden Papilloten genannt.
Es gibt Heizwickler, auch Lockenstäbe genannt, die zum Ziel haben, die Locken durch die Hitze in Form zu bringen. Dies geschieht durch einen Wachskern im Inneren des Heizwicklers, welcher sich aufwärmt. Die meisten beheizbaren Lockenwickler besitzen eine Ionenbeschichtung. Diese gibt negativ geladene Ionen an die Haarstruktur ab und wirkt dort gezielt statischen Aufladungen entgegen und mindert Kräuselungen.
Lockenwickler wurden vor dem industriellen Zeitalter entweder aus Holzstäbchen selbst hergestellt oder Eisenrollen (Papilloten) wurden als solche verwendet.
Heute werden Lockenwickler extrudiert, gespritzt, gewickelt oder in Spezialverfahren hergestellt. Dabei kommen überwiegend Kunststoffe zur Anwendung, aber auch Aluminium, Schaumschnüre und Messingdraht.
Glätteisen erhitzen sich wie Lockenstäbe, um die Haare durch Hitze zu formen. Die sich erhitzenden Stellen sind aus Metall gefertigt und oft mit Keramikplatten beschichtet. Der Haaransatz wird zunächst zwischen die Keramikplatten geklemmt und dann wird das Glätteisen in Richtung Haarspitzen gezogen, um so die Haare zu glätten.
Warmluftbürsten schwächen die Wasserstoffbindungen und entziehen die natürliche Feuchtigkeit des Haars. Anschließend kann das Haar gelockt und gewellt werden. Dieser Feuchtigkeitsentzug ist aber im Grunde nur vorübergehend. Die meisten Warmluftbürsten haben einen keramikbeschichteten Bürstenkopf. Dieser sorgt für eine gleichmäßige Wärmeverteilung. Die Frisur hält für mehrere Stunden. Es entstehen keine dauerhaften Schäden der Haarstruktur, da Warmluftbürsten mit vergleichsweise wenig Wärme arbeiten und die Haare im Gegensatz zu Lockenwicklern und Glätteisen nicht angreifen.
Als Dauerwelle oder Kaltwelle bezeichnet man die chemische Umformung, bei der glatte Haare gewellt oder gelockt werden.
Ähnlich der Dauerwelle werden bei der sogenannten Gegenwelle die Haare mit dem gleichen Verfahren behandelt, jedoch währenddessen nicht aufgewickelt, sondern glattgezogen. Unter Afrikanern und Afro-Amerikanern sind hier Haarprodukte wie die sogenannten Relaxer und Texturizer bekannt und beliebt, die auf meist alkalischer Basis die Haare glätten (siehe Conk).